# بين غوني
بين غوني (بالإنجليزية: Ben Guiney)‏ هو لاعب كرة قاعدة أمريكي، ولد في 16 نوفمبر 1858 في ديترويت في الولايات المتحدة، وتوفي بنفس المكان في 5 ديسمبر 1930.

## وصلات خارجية
- بين غوني على موقعبيزبول رفرنس.كوم (الدوري الرئيسي) (الإنجليزية)
- بين غوني على موقعبيزبول رفرنس.كوم (الدوري الثانوي) (الإنجليزية)